# USS Kentucky (BB-66)
USS Kentucky (BB-66) – szósty i ostatni pancernik typu Iowa budowany dla United States Navy. Był drugim okrętem noszącym nazwę 15. stanu USA, ostatnim skierowanym do budowy okrętem typu Iowa i jedynym okrętem tego typu rozważanym do przebudowy na pancernik rakietowy. Jego budowa nie została ukończona.
Na kadłubie oznaczonym symbolem BB-66 miał być zbudowany drugi okręt typu Montana, ale sytuacja na froncie II wojny światowej spowodowała, że zamówienie zostało zmienione na okręt typu Iowa. Zmiana ta pozwalała na budowę jednostki o większej prędkości maksymalnej o 8 węzłów, o zwiększonej liczbie dział przeciwlotniczych i mogącej przepływać przez śluzy Kanału Panamskiego (dzięki zmniejszonej szerokości). W porównaniu z projektem typu Montana utracono dodatkowy pancerz i zredukowano liczbę dział największego kalibru.
„Kentucky”, podobnie jak siostrzany okręt USS „Illinois” (BB-65), był jeszcze w budowie, gdy zakończyła się II wojna światowa. Powojenne ograniczenie wielkości floty oraz rezygnacja z budowy pancerników na rzecz lotniskowców wpłynęły na dalsze losy jednostki. Budowa okrętu była dwukrotnie wstrzymywana i w tym czasie był on źródłem części zapasowych dla innych pancerników. Nie powiodły się próby ukończenia go jako pancernika rakietowego i w 1958 roku został sprzedany na złom.

## Historia projektu
„Kentucky” był jednym z serii „szybkich pancerników” projektowanych w 1938 roku przez Preliminary Design Branch w Bureau of Construction and Repair. Był piątym z sześciu okrętów typu Iowa zatwierdzonych do budowy, został zamówiony 9 września 1940 roku. Stępkę po raz pierwszy położono 7 marca 1942 roku. Prace były kontynuowane do czerwca 1942 roku, gdy postanowiono opróżnić pochylnię potrzebną do budowy okrętu desantowego czołgów. Drugi raz stępkę położono w stoczni Norfolk Navy Yard w Portsmouth 6 grudnia 1944 roku. Tak jak „Illinois” różnił się od swoich siostrzanych okrętów tym, że miał pancerz zrobiony w całości metodą spawania. To pozwoliło na zaoszczędzenie masy i wzmocnienie konstrukcji w porównaniu z nitowo-spawanym kadłubem, jaki zastosowano w poprzednich jednostkach. Pojawiła się propozycja przeprojektowania kadłuba według założeń konstrukcyjnych opancerzenia jednostek typu Montana (nowszy schemat wzmocniłby odporność pancerza o około 20%), ale została odrzucona.
Budowa „Kentucky”, tak jak innych okrętów typu Iowa, rozpoczęła się w odpowiedzi na zapotrzebowanie na okręty szybkiej eskorty dla lotniskowców typu Essex. Koncepcje budowy takich okrętów pojawiły się w 1935 roku, kiedy US Navy zapoczątkowała studium projektowe dla okrętów będących powiększonymi jednostkami typu South Dakota, które nie byłyby ograniczone założeniami II londyńskiego traktatu morskiego. Ostatnie cztery okręty typu Iowa („Missouri”, „Wisconsin”, „Illinois” i „Kentucky”) nie zostały zatwierdzone do budowy do 1940 roku, a i wtedy BB-65 i BB-66 miały być większymi, wolniejszymi pancernikami uzbrojonymi w 12 dział kal. 406 mm. Pod koniec 1939 roku okazało się, że marynarka wojenna potrzebuje jak najwięcej szybkich pancerników, więc zdecydowano o budowie „Illinois” i „Kentucky” według projektu Iowa.

## Budowa
Główna artyleria „Kentucky” miała się składać z 9 dział kal. 406 mm L/50 Mark 7, które mogły wystrzelić salwę pocisków przeciwpancernych o wadze 2700 funtów na odległość 39 km. Średnia artyleria miała się składać z 10 dział 127 mm o donośności 14 km. Wraz ze wzrostem znaczenia lotnictwa pojawiła się potrzeba obrony własnych okrętów przed samolotami wroga. „Kentucky” miał być wyposażony w działa Oerlikon 20 mm i Bofors 40 mm, służące do obrony zgrupowań własnych jednostek.
Budowa pancernika była często przerywana: pierwsze wstrzymanie prac nastąpiło 6 czerwca 1942 roku i stępka została usunięta z pochylni, aby zwolnić miejsce dla budowy jednostek o wyższym priorytecie. Budowę wznowiono 6 grudnia 1944 roku położeniem nowej stępki, ale proces budowy został wstrzymany ponownie 17 lutego 1947 roku. Budowę wznowiono przeszło rok później i kontynuowano przez krótki czas. Prace ostatecznie przerwano 20 stycznia 1950 roku, kiedy okręt został wyprowadzony z doku, aby zrobić miejsce dla siostrzanego pancernika USS „Missouri”, który wszedł na mieliznę w pobliżu Hampton Roads.

## Dalsze losy
Okręt nigdy nie został ukończony, służył natomiast jako źródło części zamiennych. Był przydzielony do floty rezerwowej w Philadelphia Naval Shipyard i stał tam na kotwicy do 1958 roku. W tym czasie pojawiło się kilka planów proponujących przebudowę „Kentucky” na pancernik rakietowy (BBG), poprzez usunięcie rufowej wieży artylerii głównej i instalacji w to miejsce systemu rakietowego. Ponieważ okręt był ukończony w 73,1% (budowa została przerwana na wysokości pierwszego pokładu), instalacja systemu rakietowego ograniczałaby się tylko do montażu potrzebnego wyposażenia bez konieczności przebudowywania kadłuba jednostki. Rysunki koncepcyjne proponowanej przebudowy pokazywały „Kentucky” wyposażonego w dwie wyrzutnie rakiet Terrier na rufie fizycznie przypominające dwuramienne wyrzutnie rakiet Mk 26, które zostały zainstalowane na pokładach pierwszych pięciu krążowników typu Ticonderoga na początku lat 80. XX wieku.
W maju lub czerwcu 1956 roku w Newport News (Wirginia) dziób „Kentucky” został usunięty i przetransportowany przy pomocy wielkiej barki do stoczni Norfolk Naval Shipyard, gdzie został użyty do remontu USS „Wisconsin” (BB-64). Remontowany pancernik został uszkodzony w kolizji z USS „Eaton” (DDE-510) 6 maja 1956 roku. Nowy dziób został zbudowany, ale nigdy go nie zainstalowano.
Gdy we wczesnych latach 60. rozpoczęła się budowa USS „Sacramento” (AOE-1) i USS „Camden” (AOE-2) – pierwszych dwóch okrętów zaopatrzeniowych typu Sacramento – marynarka wojenna przekazała 4 zestawy turbin z „Kentucky” do napędzania tych jednostek. Decyzja ta miała długofalowe skutki: kiedy US Navy zmieniła standard kotłów dla nowych okrętów z 600 psi na 1200 psi (4,1 na 8,3 MPa), marynarze, którzy służyli w maszynowniach na okrętach typu Sacramento (przy kotłach starego typu), zostali zaokrętowani na pokładzie „New Jersey” (BB-62) w czasie jego tury bojowej w Wietnamie i na pokładach wszystkich okrętów typu Iowa, które zostały wprowadzone ponownie do aktywnej służby i zmodernizowane w latach 80. w ramach programu Marynarka 600 okrętów.
„Kentucky” został skreślony z rejestru okrętów 9 czerwca 1958 roku, a jego nieukończony kadłub sprzedano na złom firmie Boston Metals Company z Bostonu 31 października. Był przedostatnim pancernikiem będącym w budowie dla US Navy i pancernikiem o najwyższym numerze kadłuba biorąc pod uwagę jednostki budowane, ale nie ukończone.
Okrętem o najwyższym numerze, którego budowę doprowadzono do końca był USS „Wisconsin” (BB-64), pomimo faktu, że opuścił dok wcześniej niż USS „Missouri” (BB-63).

## Okręt w kulturze masowej
„Kentucky” pojawił się w 8. odcinku Neon Genesis Evangelion. W tym alternatywnym świecie okręt został ukończony i służył do momentu zniszczenia go w 2015 roku, w czasie próby unicestwienia anioła Gaghiela.